# Fisica ragdoll
La fisica ragdoll è una tecnologia utilizzata nei videogiochi per rendere verosimile il movimento di un essere vivente. Il ragdoll (bambola di pezza) fa sì che gli arti non compiano movimenti innaturali, (ad esempio che un braccio non ruoti più del dovuto). La simulazione fisica ragdoll è stata utilizzata la prima volta nel videogioco Jurassic Park: Trespasser del 1998, ma si limitava agli oggetti, in quanto la fisica al corpo inanimato sarà aggiunta in Half-Life, lo stesso anno.

## Storia
I primi videogiochi utilizzavano animazioni create manualmente per le sequenze di morte dei personaggi. Ciò aveva il vantaggio di un basso utilizzo della CPU, poiché i dati necessari per animare un personaggio "morente" venivano scelti da un numero prestabilito di frame pre-disegnati. Con l'aumentare della potenza dei computer, è diventato possibile eseguire simulazioni fisiche limitate in tempo reale. Jurassic Park: Trespasser ha esibito la fisica ragdoll nel 1998 ma ha ricevuto opinioni molto discordanti; la maggior parte erano negative, in quanto il gioco aveva un gran numero di bug. È ricordato, tuttavia, per essere stato un pioniere della fisica dei videogiochi. Le tecnologie di animazione procedurale più recenti, come quelle trovate nel software Euphoria di NaturalMotion, hanno permesso lo sviluppo di giochi che si basano pesantemente sulla fisica ragdoll, usandola come parte integrante dell'esperienza di gioco. Questa tecnologia è stata pesantemente usata in Grand Theft Auto IV, Grand Theft Auto V, Red Dead Redemption e Max Payne 3, oltre a titoli come Star Wars: The Force Unleashed di LucasArts e Puppet Army Faction's Kontrol.
L'uso moderno della fisica ragdoll va oltre le sequenze di morte: ci sono giochi di combattimento in cui il giocatore controlla una parte del corpo del combattente e il resto lo segue, come Rag Doll Kung Fu, e persino giochi di corse come la serie FlatOut.

## Descrizione
Il termine deriva dal problema che i sistemi articolati, a causa dei limiti dei risolutori utilizzati, tendono ad avere poca o nessuna rigidità muscolare, articolare / scheletrica, facendo collassare il personaggio come una bambola di pezza, spesso in posizioni compromettenti.
Un ragdoll è, quindi, una raccolta di più corpi rigidi (ciascuno dei quali è normalmente legato a un osso nel sistema di animazione scheletrica del motore grafico) legati insieme da un sistema di vincoli che limitano il modo in cui le ossa possono spostarsi l'una rispetto all'altra. Quando il personaggio muore, il suo corpo inizia a crollare a terra, rispettando queste restrizioni a ciascun movimento delle articolazioni, spesso apparendo più realistico.